# Coelioxys alfkeni
Coelioxys alfkeni är en biart som beskrevs av Popov 1946. Coelioxys alfkeni ingår i släktet kägelbin, och familjen buksamlarbin. Inga underarter finns listade i Catalogue of Life.